# Arena Sport Rechte und Marketing
Die Arena Sport Rechte und Marketing GmbH (auch Arena Sat; später ähnlich Diveo Fernseh-Bezahlplattform) war ein deutsches Medienunternehmen, das bis August 2007 hauptsächlich das gleichnamige Bezahlfernsehprogramm Arena betrieben hat. Sie war eine hundertprozentige Tochtergesellschaft des Kabelnetzbetreibers Unitymedia. Am 30. September 2010 wurde der Betrieb eingestellt.
Bekannt wurde Arena Ende 2005, als sie unter Leitung von Parm Sandhu in einem Bieterverfahren der DFL die audio-visuellen Verwertungsrechte der Fußball-Bundesliga für die Jahre 2006 bis 2009 zugesprochen bekam. Ein Jahr später gab die Muttergesellschaft Unitymedia wegen kartell- und vermarktungsrechtlicher Hindernisse die Verwertungsrechte für die Live-Übertragung der Fußball-Bundesliga in Form einer Unterlizenz an Premiere weiter. Damit agierte Arena zwar nicht mehr als TV-Sender, stellte aber zum 30. Juni 2008 immer noch hinter Premiere die zweitgrößte Satellitenplattform Deutschlands mit 324.000 Abonnenten. Zudem besaß Arena noch die Übertragungsrechte an der kompletten Bundesliga-Saison 2008/2009.

## ArenaSAT
Von August 2007 bis zum 30. September 2010 bot arenaSAT Satellitenprogramme unter arenaSAT an. arenaSAT FAMILY hatte 22 Sender zum Thema Dokumentation und Unterhaltung für die Familie im Angebot (57.000 Abonnenten im 4. Quartal 2009).
Sender (Stand September 2008):
- Eurosport 2
- kabel eins classics
- Sat.1 Comedy
- RTL Crime
- RTL Living
- Passion
- AXN
- National Geographic Channel
- MTV Hits
- MTV Dance
- VH1 Classic
- The History Channel
- TNT Film
- Kinowelt TV
- The Biography Channel
- FOX
- Animax
- Boomerang
- Cartoon Network
- ESPN America
- sportdigital.tv (Zusatzpaket)
- auto motor und sport TV
- Romance TV
- Playboy TV
- Alpenglühen TVX
- Travel Channel

## Wirtschaftliche Entwicklung
Um die Kosten in Höhe von 220 Millionen Euro für die Fernsehrechte an der ersten und zweiten Bundesliga sowie alle anderen Kosten (für weitere Sportrechte, Technik, Personal, Werbung) refinanzieren zu können, hätte Arena 2,5 Millionen Abonnenten benötigt. Mitte 2007 hatte der Sender jedoch nur 1,1 Millionen zahlende Kunden, was große Verluste bedeutete.
Allein in den neun Monaten von Juli 2006 bis März 2007 machte der Sender einen Verlust in Höhe von 189 Millionen Euro, Ausgaben in Höhe von 316 Millionen Euro standen Einnahmen in Höhe von nur 127 Millionen Euro gegenüber. Insgesamt summierten sich die Verluste aus dem ersten Jahr der Berichterstattung von der Fußballbundesliga auf rund 250 Millionen Euro.
Daher wurden die Bundesliga-Rechte Mitte 2007 an Premiere weitergereicht. Dafür erhielt Arena insgesamt 200 Millionen Euro (100 Millionen Euro pro Saison) sowie ein Aktienpaket über 17 % an der Premiere AG im Wert von 300 Millionen Euro. Arena gab die Rechte an Premiere als Unterlizenz weiter, blieb somit bis Vertragsende im Jahr 2009 weiterhin Vertragspartner der Fußball-Bundesliga und bezahlte dafür pro Jahr weiterhin 220 Millionen Euro an die Vereine der beiden Bundesligen.

## Fußball-Bundesliga
Der Bezahlfernsehsender Arena Bundesliga übertrug in der Saison 2006/07 alle 612 Spiele der ersten und zweiten Fußball-Bundesliga live. Der Vertrag mit der DFL lief über drei Jahre bis Juli 2009, die Rechte wurden mit Beginn der Saison 2007/2008 an den Konkurrenten Premiere als Unterlizenz weiterverkauft.
Das kostenpflichtige Angebot von Arena war flächendeckend über Satellit und Kabel zu empfangen. Die monatliche Gebühr für das Bezahlfernseh-Angebot betrug 15 Euro für Kabelkunden und 20 Euro für Satellitenkunden. Mindestlaufzeiten zwischen 12 und 24 Monaten führten dazu, dass auch während der spielfreien Winter- und Sommerpausen bezahlt werden musste. Vor und nach den Spielen sowie in der Halbzeitpause wurden Werbespots gezeigt.
Trotz günstiger Abo-Preise konnte Arena nur einen Bruchteil seiner Abonnentenziele erreichen. Als man im Dezember 2005 die Bundesliga-Rechte kaufen konnte, gab Arena sechs Millionen Abo-Kunden als Ziel aus; Mitte 2007 waren es aber erst 1,1 Millionen Abo-Kunden.
Da Arena nicht nur die Bundesligarechte an Premiere verkauft hatte, sondern auch alle anderen Rechte (beispielsweise der spanischen Primera División), wurde der Sender in der zweiten Jahreshälfte 2007 endgültig abgewickelt, lediglich die Satellitenplattform „arenaSAT“ existierte bis zum 30. September 2010 weiter.

## Andere Fußballrechte
Im August 2006 kaufte der Sender die Rechte an der spanischen Primera División und dem spanischen Pokal-Wettbewerb Copa del Rey für drei Jahre. Des Weiteren wurden in der Saison 2006/2007 auch 80 Spiele der italienischen Serie A live übertragen.
Ab der Saison 2007/2008 plante Arena außerdem die Übertragung von rund 100 Live-Partien der englischen Premier League und alle 380 Spiele in der Zusammenfassung. Arena hatte an zahlreichen Spielen der Premier League außerhalb der Wochenenden – in „englischen Wochen“ und an Feiertagen – die Exklusivrechte.
Daneben erwarb Arena weitere Fußballrechte wie beispielsweise die Rechte an der Copa América 2007 und des englischen Carling Cups. Um die Sommerpause 2007 zu überbrücken, wurden auch Spiele eines Freundschaftsturniers in Dubai gezeigt, an welchem der FC Bayern München teilnahm.
Nach dem Ende von Arena wurden die Rechte an Premiere sublizenziert und die Eigenproduktion der Berichterstattung eingestellt. Die Satellitenplattform arenaSAT besaß jedoch noch die Übertragungsrechte an der kompletten Bundesliga-Saison 2008/2009.

## Weitere Rechte
Am 27. September 2006 gab Arena den Erwerb der exklusiven Live-Verwertungsrechte der Volleyball-Weltmeisterschaft 2006 (Männer und Frauen) in Japan bekannt.
Um in der Winterpause ebenfalls Live-Sport zeigen zu können, erwarb Arena Rechte am Bob- und Skeleton-Weltcup sowie die Rechte an der Weltmeisterschaft in St. Moritz. Kommentator der Wettbewerbe war der aus dem Programm von Eurosport bekannte Ron Ringguth.
Arena baute sein Programm ab dem 10. Februar 2007 mit Boxevents des US-Senders HBO aus. Darunter befanden sich Titelkämpfe in den höchsten Gewichtsklassen.
Ab dem 16. April 2007 übertrug Arena bis zu vier Stunden täglich den America’s Cup.

## Bundesliga im Free-TV
Arena zeigte am 12. August 2006 den ersten Spieltag der Fußball-Bundesligasaison 2006/07 in einer Konferenzschaltung live auf Sat.1, um neue Abonnenten für das Bezahlfernseh-Angebot von Arena zu gewinnen. Die Quoten blieben allerdings unter den Erwartungen, nur 2,6 Millionen Zuschauer interessierten sich für die Übertragung. Sat.1 sendete vor und zwischen den Spielen Werbung.

## Ehemalige Moderatoren und Kommentatoren
- Oliver Welke
- Norbert Dobeleit
- Tom Scheunemann
- Werner Hansch
- Günther Koch
- Hansi Küpper
- Holger Pfandt
- Michael Born
- Carsten Fuß
- Oliver Forster
- Martin Groß
- Steven Gätjen
- Isabella Müller-Reinhardt
- Andreas Koch
- Uwe Morawe
- Jörg Seveneick
- Daniel Günther
- Jan Krebs
- Marco Wiefel
- Andreas Bosbach
- Christian Blunck
- Christian Sprenger
- Uwe Bornemeier
- Matthias Opdenhövel
- Erich Laaser
- Frank Buschmann
- Edgar Mielke
- Frank Winkler
- Hajo Wolff
- Ron Ringguth
- Uli Köhler
- Michael Schulz
- Dirc Seemann
- Stefan Bohlen
- Martin Quast
- Jonas Friedrich
- Klaus Veltman
- Frank Schmettau
- Fabian Grewe